# Grands Causses
I Grands Causses sono un'area di altopiano calcareo intervallato da valli e gole che costituisce la parte meridionale del Massiccio Centrale. Si trovano a un'altitudine compresa tra 700 e 1200 metri in un ambiente di media montagna. Parte del loro territorio è protetta dal Parco naturale regionale dei Grands Causses, a sua volta parte del sito Patrimonio dell'umanità UNESCO dei Causses e Cevenne.

## Geografia

### Situazione
I Grands Causses sono delimitati :
- a nord dall'Aubrac e la Margeride
- a est dalle Cévennes e il Montpelliérais
- a sud dal Lodévois (Escandorgue)
- a ovest dal Lévézou e il Saint-Affricain

### Sottozone
I Grands Causses sono formati da sette causse principali:
- il Causse Comtal (Aveyron)
- il Causse di Sévérac (Aveyron)
- il Causse di Sauveterre (Lozère e Aveyron)
- il Causse Méjean (Lozère)
- il Causse Noir (Aveyron, Gard e Lozère)
- il Causse Rouge (Aveyron)
- il Larzac (Aveyron ed Hérault)

e molti piccoli causse periferici, tra cui il Causse di Mende, il Causse di Blandas, il Causse di Changefège, il Causse Bégon, eccetera.